# Facebook Messenger
Facebook Messenger, běžně zkracován jako Messenger, je americká aplikace a platforma pro bezplatné zasílání zpráv od Facebooku dnešní Meta Platforms. Původně byla vyvinuta jako Facebook Chat v roce 2008. Mobilní aplikace pro Android a iOS byly vydány v srpnu 2011. Později Facebook spustil webovou aplikaci (Messenger.com) a oddělil funkce zasílání zpráv od hlavní aplikace Facebook, což uživatelům přineslo možnost webového rozhraní nebo samostatných aplikací. V dubnu 2020 Facebook oficiálně vydal Messenger pro stolní počítače, který je podporován ve Windows 10 a macOS a je distribuován v Microsoft Storu a App Storu.
Uživatelé mohou posílat textové zprávy, fotografie, videa, audia, nálepky, GIFy a další soubory a také reagovat na zprávy ostatních uživatelů vybranými emotikony a komunikovat s roboty. Tato platforma také podporuje hlasové hovory i videohovory. Samotné aplikace podporují používání více účtů, konverzace s koncovým (end-to-end) šifrováním a hraní her.

## Statistiky
Po oddělení a přejmenování na Facebook Messenger měl v dubnu 2015 600 milionů uživatelů. V červnu 2016 dosáhl počet 900 milionů uživatelů, v červenci 2016 dokonce 1 miliardu uživatelů a v dubnu 2017 1,2 miliardy uživatelů.

## Galerie

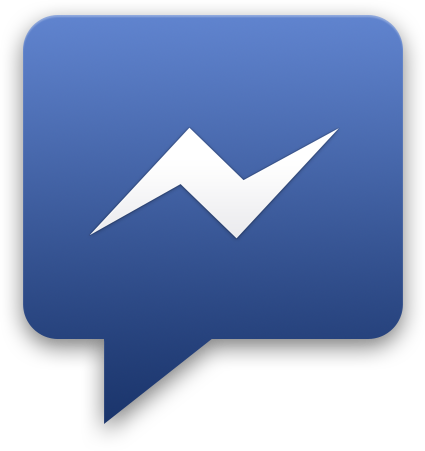
Logo v letech 2011–2013
Logo v letech 2013–2018
Logo v letech 2018–2020
Logo v letech 2020–2025
Logo od roku 2025